# Myotis grisescens
Myotis grisescens је врста слепог миша из породице вечерњака (лат. Vespertilionidae).

## Распрострањење
Сједињене Америчке Државе су једино познато природно станиште врсте.

## Станиште
Врста Myotis grisescens има станиште на копну.

## Угроженост
Ова врста је на нижем степену опасности од изумирања, и сматра се скоро угроженим таксоном.

### Популациони тренд
По доступним подацима, популација ове врсте се повећава.